# Тенея
Тенея (грец. Τενέα) — давньогрецьке місто-держава на північному сході Пелопоннесу, за 20 км на північ від Мікен, а також однойменний муніципалітет у сучасній Греції, що у 1990-х роках прийняв давню назву Тенеї. Центр муніципалітету — місто Хіліомоді.

## Історія

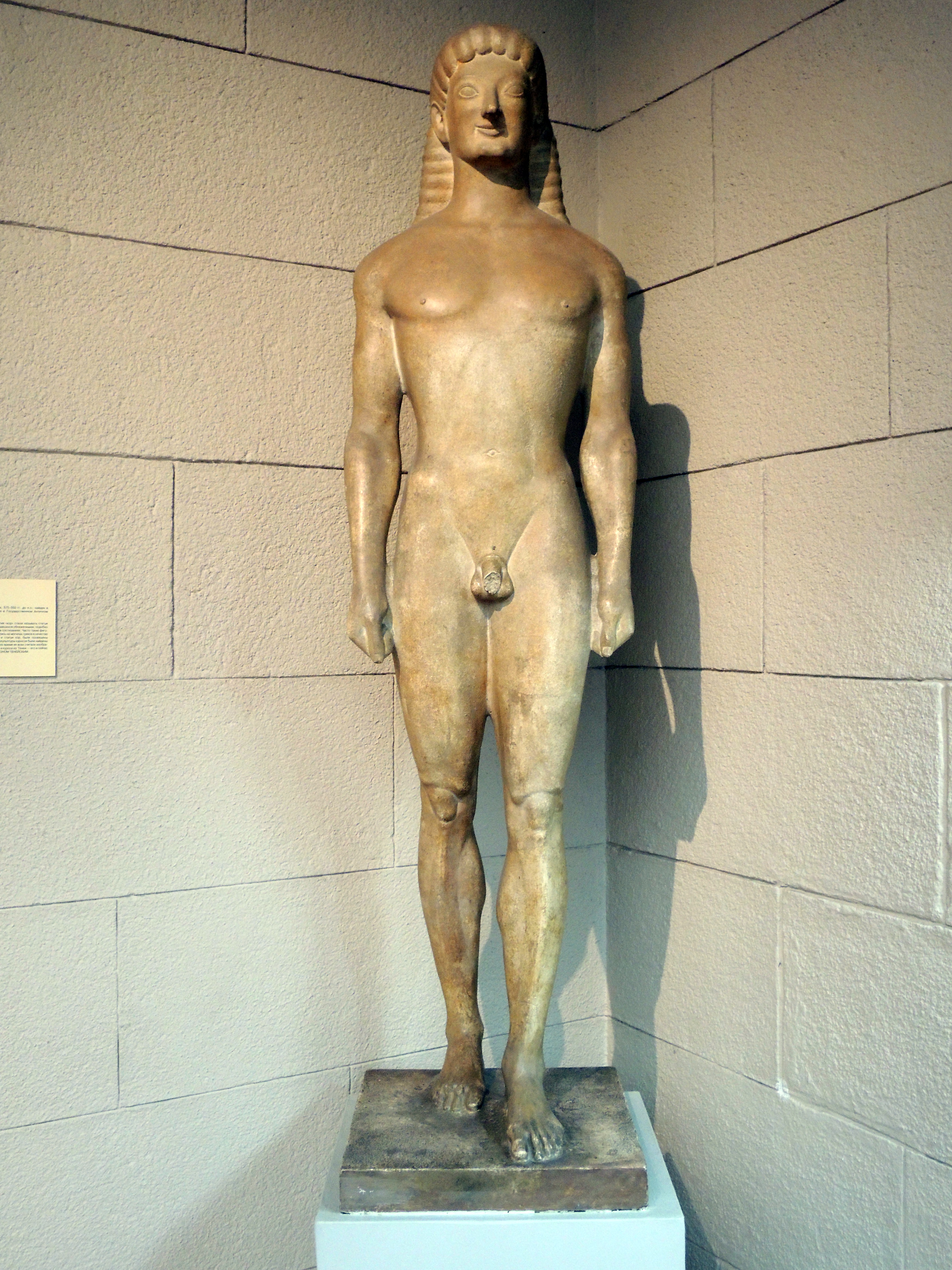
Тенейський курос, раніше Аполлон Тенейський, Мюнхенська Гліптотека

За переказами поселення заснував мікенський цар Агамемнон, розселивши в ньому полонених троянців, які збудували в місті храм Аполлона Тенейського. У VIII ст. до н. е. Тенея увійшла до складу коринфської держави. За деякими даними саме тенейці становили більшість переселенців, що у 733 р. до н. е. заснували колонію Сиракузи у Сицилії.
На початку VII ст. до н. е. місто приєнав до своїх володінь аргоський цар Фідон. За його нащадків Тенея здобула незалежність.
Наприкінці VI ст. до н. е. увійшла до складу Пелопоннеського союзу. В середині V ст. до н. е. — була союзником Аргоса, взявши участь в розділі «мікенської спадщини» — приєднавши до себе частину сільської округи зруйнованих аргівянами Мікен.
Під час Ахейської війни (146 р. до н. е.) тенейці повстали, вийшли з Ахейського союзу і перейшли на бік римлян. Цей крок убезпечив місто від пограбування і за римського правління Тенея процвітала. 

 Одна з версій говорить, що особливу прихильність римлян місто мало завдяки легендам про заснування троянцями, адже сам Рим теж має міфологію про заснування колишніми мешканцями Трої, що змогли врятуватися втечею під час Троянської війни.
Вважається, що місто занепало у VI ст. н.е. внаслідок навали аварів і слов'ян на Візантійську імперію.

## Населення
| Рік  | Населення |
| ---- | --------- |
| 1991 | 5 245     |
| 2001 | 5 136     |